# Menneville (Aisne)
Menneville foi uma comuna francesa na região administrativa de Altos da França, no departamento de Aisne. Estendia-se por uma área de 7,29 km². Em 2010 a comuna tinha 408 habitantes (densidade: 56 hab./km²).
Em 1 de janeiro de 2019, ela foi inserida no território da nova comuna de Villeneuve-sur-Aisne.